# هورمیسداس

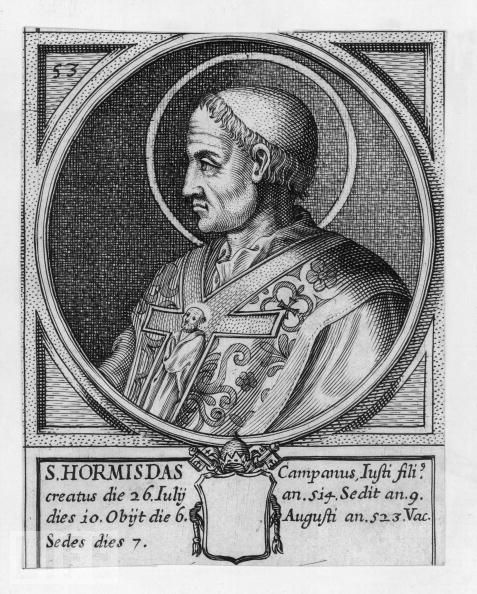

پاپ هورمیسداس (به انگلیسی: Pope Hormisdas) ( تولد ۴۵۰ - درگذشت ۶ آگوست ۵۲۳ )یکی از پاپ‌های کلیسای کاتولیک رم بود که در ایتالیا به دنیا آمد و بین سال‌های ۵۱۴ تا ۵۲۳ میلادی پاپ بود.